# Degré Baumé
Pour les articles homonymes, voir Baumé.
 (juillet 2025).
Si vous disposez d'ouvrages ou d'articles de référence ou si vous connaissez des sites web de qualité traitant du thème abordé ici, merci de compléter l'article en donnant les références utiles à sa vérifiabilité et en les liant à la section « Notes et références ».

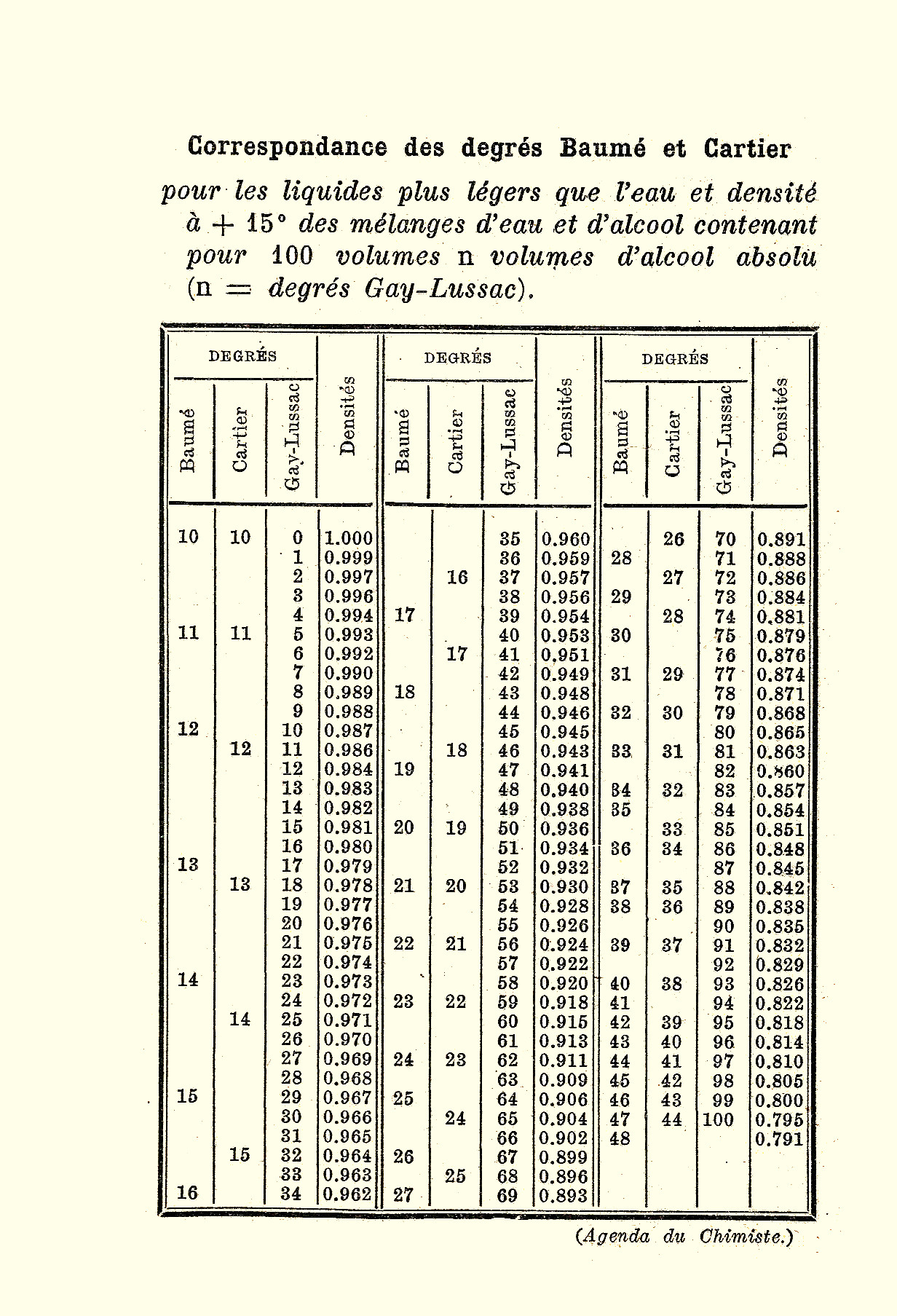
Tableau de correspondance des degrés Baumé et Cartier pour les liquides plus légers que l'eau et densité à + 15 °C des mélanges d'eau et d'alcool contenant pour 100 volumes n volumes d'alcool absolu (n = degrés Gay-Lussac).

Le degré Baumé est une unité de mesure indirecte de concentration, via la densité, inventée par Antoine Baumé. On le note par °B, °Be ou °Bé.
Attention : le degré Brix utilise la même notation °B et Brix = Baumé/0,55.
À 20 °C, la correspondance entre la densité et les degrés Baumé est la suivante :
- pour les liquides plus denses que l'eau (densité > 1) : d = 145 ÷ (145 - °B) ;
- pour les liquides moins denses que l'eau (densité < 1) : d = 140 ÷ (°B + 130).

Par exemple l’acide sulfurique concentré à 66 °Bé contient 94 % d’acide.

## Formule
°Bé = 145-(145000/masse volumique)= 145-(145/densité)
où la masse volumique est en kg/m3 et où la densité a pour référence : eau distillée = 1,000

## Utilisation
En cuisine, on l’utilise pour mesurer la concentration en sucre d’un sirop, à l'aide d'un pèse-sirop. Lors de la fabrication de boissons alcoolisées (vin, bière…), on l'utilise pour mesurer la concentration en sucre d'un moût (jus de fruit non encore fermenté), dont dépendra le degré alcoolique de la boisson après fermentation.
| °Bé | masse de sucre par litre |
| --- | ------------------------ |
| 1   | 110 g                    |
| 10  | 350 g                    |
| 20  | 800 g                    |

Exclu des unités légales françaises par le décret 61–501 du 3 mai 1961, relatif aux unités de mesure et au contrôle des instruments de mesure, le degré Baumé n'est plus d'usage en France (l'article 12 de ce même décret interdisant la vente et la détention des instruments de mesure d'unités non légales, exception faite du cadre historique, artistique…).